# Kiss and Tell (Britse televisiefilm)
Kiss and Tell is een Britse televisiefilm uit 1996, geregisseerd door David Richards.

## Verhaal
Jude Sawyer is een jonge undercoveragente die zich voordoet als eenzame ziel om zo een bekentenis te ontlokken van Graham Ives, een man die volgens de politie zijn vrouw heeft vermoord. Maar naarmate ze Graham beter leert kennen voelt zich steeds meer aangetrokken tot hem en bovendien raakt Matt Kearney, haar ex-partner en leidinggevende, geobsedeerd door de relatie tussen Jude en Graham.

## Rolverdeling
| Acteur            | Personage                   |
| ----------------- | --------------------------- |
| Rosie Rowell      | Jude Sawyer                 |
| Peter Howitt      | Graham Ives                 |
| Daniel Craig      | Matt Kearney                |
| Ralph Ineson      | sergeant Beddowes           |
| Nicola Stephenson | politieagente Alex Reynolds |
| David Bradley     | superintendent Hines        |
| Gillian Bevan     | Barbara Ives                |
| Danny Worters     | James Ives                  |
| Hilda Braid       | Gloria Sumner               |
| Peter Pacey       | Roland Burke                |
| Clare Cathcart    | Steph                       |
| Helena Little     | Dr. Garnett                 |
| Rosie Cavaliero   | Maggie Wallace              |
| Caroline John     | Avril Owens                 |